# Frederick James Eugene Woodbridge
Frederick James Eugene Woodbridge (26 mars 1867 – 1er juin 1940) est un philosophe américain né à Windsor (Ontario) au Canada et mort à New York, qui exerça une grande influence sur tout le mouvement philosophique réaliste et naturaliste aux États-Unis à son époque. 
Il se définit lui-même comme un réaliste naïf, défendant l'idée que la nature est telle que nous la percevons dans notre expérience ordinaire. L'expérience humaine n'est elle-même rien de plus qu'une activité du corps qui interagit directement avec son environnement.

## Publications principales
- The Purpose of History (1916)
- The Realm of Mind (1926)
- The Son of Apollo: Themes of Plato (1929)
- Nature and Mind: Selected Essays (1937)
- An Essay on Nature (1940)
- Aristotle's Vision of Nature (1965)

## Source
- James A. Woodbridge, « Frederick James Eugene Woodbrigge », in J. R. Shook (éd.), The Dictionary of Modern American Philosophers, Bristol, Thoemmes Continuum, 2005, p. 2641-2646.